# Спонтана генерација
Још од најстаријег времена људи су веровали да организам може да настане из неживе материје и овакво веровање се назива спонтана генерација. Чак је и Аристотел (384-322. п. н. е.) веровао да неки кичмењаци могу да настану из неживих материја. Ово веровање је хтео да оповргне италијански лекар Франческо Реди (1626-1697) који је извршио већи број експеримената над трулим месом и особини меса да производи црве. 
Реди је ставио месо у три посуде. Прва посуда са месом била покривена, друга је остала откривена, док је трећа била прекривена фином газом која је штитила месо од мува. Муве су јајашца полагала у другу посуду, тј. посуду која је била потпуно откривена и црви су се развили. У другим двема посудама са месом нису се развили црви. На посуду са месом која је била прекривена фином газом муве су слетале, али нису могле да прођу кроз газу тако да су јајашца полагале на газу из којих су се касније развили црви. Овим је показано да је за развијање црва потребан живи организам, у овом случају мува, тј. да нису могли да се створе сами од себе - од неживе материје, у овом случају, из меса, како се веровало да је могуће.
Овим експериментом је оповргнута теорија о спонтаној генерацији.